# عهد التميمي
عهد باسم محمد تميمي (31 يناير 2001 -)، هي ناشطة فلسطينية ضد الاحتلال من مواليد قرية النبي صالح، برزت إعلاميًا منذ كانت يافعة من عمرها، أثناء تحديها لجنود من الجيش الإسرائيلي الذين اعتدوا عليها وعلى والدتها الناشطة ناريمان التميمي في مسيرة سلمية مناهضة للاستيطان في قرية النبي صالح الواقعة غرب رام الله، في آب (أغسطس) 2012، في مشهد تناقلته وسائل إعلام عالمية.
في 19 ديسمبر 2017، عادت عهد التميمي (وعمرها 16 عامًا) لتتصدّر صفحات الأخبار ووسائل التواصل الاجتماعي لتصديها للجنود، وقد بيّن فيديو تم تداوله على نطاقٍ واسع صفعها لجنديين مسلحين، ما أدى إلى اعتقالها فجر ذلك اليوم من منزلها. حين اعتقالها سنة 2017، كانت عهد التميمي لا تزال طالبة في الثانوية العامة بالفرع الأدبي في مدرسة البيرة الثانوية للبنات.
أُرسلت عهد ووالدتها إلى سجن شارون الإسرائيلي حيثُ سُجنتا طيلة ثمانية أشهر، وأُطلق سراحهما بعد ذلك يوم الأحد 29 تموز (يوليو) 2018، وأرسلتا إلى قرية النبي صالح.
دونت عهد سيرتها الذاتية في كتابها الذي كتبته بالتعاون مع الصحفية دينا تكروري.

## النشأة
منذ طفولتها عُرفت عهد بين أقرانها أنّها دائمة التصدي وتحدي جيش الاحتلال في اعتداءاته على عائلتها وجيرانها، إذ تمكنت ووالدتها من تخليص شقيقها محمد من يد قوات الاحتلال التي حاولت اعتقاله، وقد التقطت كاميرات الإعلام ذلك الموقف. شاركت عهد منذ عمر الرابعة مع والديها في العديد من المسيرات والمظاهرات رفضًا للسياسات التي تفرضها السلطات الإسرائيلية ضد منطقتها، وذكرت أنها كانت تؤمن بما تفعل تمامًا، وترى أنّ الخروج في المسيرات المناهضة للسياسات الإسرائيلية حافز للناس للاستمرار في النضال. ومن ضمن ذلك كانت لا تتخلى عن المشاركة في المسيرة الأسبوعية كل يوم جمعة في قرية النبي صالح، رافعةَ شعار «اخرجوا من أرضنا.. فهذه الأرض ليست لكم»، وكانت تتمنى دائمًا أن تدرس القانون لتصبح محامية لتدافع عن وطنها وأهلها وشعبها.
وكانت مسيرة النبي صالح بدأت منذ كانون الأوّل (ديسمبر) 2009، كاحتجاج أسبوعي لأهالي القرية وبعض المتضامنين الدوليين ضد جدار الفصل العنصريّ ومصادرة أراضي القرية لصالح مستوطنة «حلميش»، وهي تأتي في سياق المقاومة الشعبية ضد جدار الفصل العنصري الذي التهم جزءًا كبيرًا من أراضي القرية.

### العائلة
والدها باسم التميمي من مواليد قرية النبي صالح بتاريخ 30 آذار (مارس) 1967؛ درس الاقتصاد في جامعة بيرزيت في رام الله، ثم حصل على ماجستير القانون الدولي من جامعة برشلونة. اعتقلته القوات الإسرائيلية للمرة الأولى عام 1988 إبّان انتفاضة الأقصى؛ ثم أعيد اعتقاله عام 1993. تعرض أثناء اعتقاله للتعذيب الشديد بأسلوب الهزّ، فتسبب له ذلك بشلل نصفي في قدمه ويده. استشهدت أخت باسم عام 1993 أثناء حضورها محكمة لابنها جرّاء اعتداء مجندة إسرائيلية عليها، سبّب لها شللاً أودى بحياتها على الفور.
والدتها ناريمان التميمي، مواليد السعودية عام 1977. حاصلة على شهادة الثانوية العامة في مدينة رام الله؛ تعرّضت للاعتقال أكثر من 5 مرات، وتعرضت أيضاً للضرب من قبل الجنود الإسرائيليين بسبب توثيقها بالكاميرا لجرائم الاحتلال في قرية النبي صالح، لديها من الأبناء 3 من الذكور هم وعد، محمد وسلام ثم بنت واحدة وهي عهد.
والدها ووالدتها هم أعضاء في لجنة المقاومة الشعبية ضد الجدار والاستيطان التي تأسست عام 2009 لتنظيم فعاليات ضد الاحتلال الإسرائيلي في القرية. كما أُسس مكتب إعلامي لرصد وتوثيق جرائم القوات الإسرائيلية ضد الأهالي في القرية عُرِف بـ«تميمي برس».

## الاعتقال
أقدمت أكثر من عشرين دورية إسرائيلية على اعتقال عهد في ساعةٍ متأخرة من ليلة الثامن عشر من شهر كانون الأول (ديسمبر) 2017 في قرية النبي صالح قرب مدينة رام الله المحتلة. وكانت القوات الإسرائيلية التي اقتحمت المنزل قد إستولت على عددٍ من أجهزة الحاسوب والهواتف المحمولة، قبل أن تعتقل عهد. فيما اعتقلت نفس القوات ناريمان التميمي والدة عهد من أمام معسكر بنيامين شمال رام الله، حين كانت في طريقها لمعرفة وضع ابنتها التي اعتقلت في ذلك اليوم. واعتقلت القوات الإسرائيلية الوالد باسم التميمي كذلك من داخل قاعة المحكمة أثناء حضوره جلسة محاكمة ابنته بعد يوم من اعتقالها.

### إصابتها
قبل اعتقالها تعرضت عهد للإصابة 3 مرات برصاص الاحتلال المطاطي، وتعرضت لكسر بيدها، لكنها واصلت الدفاع عن نفسها وأهلها والصراخ في وجه الجنود الإسرائيليين لطلب حقها.

### التحقيقات والمحاكمة
في 24 ديسمبر 2017 رَفضت محكمة إسرائيلية الإفراج عن عهد التميمي. وفي 1 يناير 2018 مددت محكمة إسرائيلية اعتقالها ووالدتها 8 أيام أخرى، ووجهت لها 12 اتهامًا رسميًّا، من ضمنها إعاقة عمل وإهانة جنود، والتحريض، وتوجيه تهديدات، ومشاركة بأعمال شغب وإلقاء حجارة. وفي 15 يناير 2018 مدّدت محكمة إسرائيلية اعتقال عهد لمدة 48 ساعة لاستكمال التحقيق معها للمرة الرابعة منذ اعتقالها. وفي يوم الإثنين 9 نيسان (أبريل) 2018، عقد باسم التميمي مؤتمرًا صحافيًّا في مؤسسة الحق الحقوقية بمدينة رام الله في الضفة الغربية، قال فيه أن السلطات الإسرائيلية سلمتهم شريط فيديو مدته ساعتان لإحدى جلسات التحقيق، التي كان بعضها يستمر لاثنتي عشرة ساعة يوميًا، يظهر فيه ضابط من الاستخبارات العسكرية الإسرائيلية وضابط من الشرطة يهددان عهد باعتقال عائلتها وأصدقائها إن بقيت ملتزمة الصمت، ومن ثم تحرشا بها لفظيًا من خلال حديثهما عن عيونها الزرقاء وشعرها الأشقر. وأكد التميمي أن نشر الفيديو هدفه توعية الأهالي بتقوية أبنائهم لمواجهة أية عملية اعتقال، وكيفية التعامل مع المحقق، وإبراز سياسة الاحتلال الإسرائيلي للعالم وإظهار إسرائيل بأنها لا تحترم أي قوانين دولية، ورسالة إلى قطاع غزة بأن المقاومة الشعبية مهمة الآن في مقاومة الاحتلال، ودعوة للضفة الغربية للمشاركة في مسيرة العودة.

### الحكم عليها
في 21 آذار (مارس) 2018، حَكمت محكمة عوفر بِسجن عهد التميمي لِمدة ثمانية شهور، وبالسجن لمدة ثمانية شهور مع وقف التنفيذ لمدة 3 سنوات، إضافةً إلى غرامة مالية قدرها 3000 شيكل إسرائيلي جديد. كما حكمت المحكمة على والدتها ناريمان، بالسجن لمدة ثمانية شهور، وخمسة شهور مع وقف التنفيذ لمدة ثلاثة سنوات، مع غرامة مالية قدرها 6000 شيكل، حيثُ اتهمت الأم بتحريض ابنتها على الاعتداء على الجنود الإسرائيليين. كذلك، حكمت نفس المحكمة على نور التميمي وهي ابنة عم عهد، بالسجن لمدة 16 يوم، وغرامة مالية قدرها 2000 شيكل. وقد ظهرت عهد يومذاك في المحكمة مكبلةَ اليدين والقدمين، وهي دون السنِّ القانوني، ولمَّا سألتها إحدى الصحافيات عمَّا إذا كانت راضية بِالحُكم، أجابت: «إحنا مش راضيين على إشي، ولا وُجود الاحتلال على أرضنا».

### متابعة تحصيلها العلمي خلال فترة سجنها
قالت عهد التميمي أنها كانت تشعر بِقلق كبيرِ في السجن من احتمال خسارة شهادة الثانوية العامة، كونها سُجنت في السنة التي يتوجب فيها على طلاب المدارس تقديم تلك الشهادة، المعروفة في فلسطين بـ«التوجيهيَّة». وقالت أنها أكملت التوجيهي مع الأسيرات الأخريات في صفٍ افتتحنه في سجن شارون، وسمينه «فجر التحدي»، كونهن تمكن من تحدي إدارة السجن التي حاولت أكثر من مرة أن تغلق الصف وتعلن حالة الطوارئ وتعيد الأسيرات إلى زنزاناتهن. وأشارت إلى التكاتف الذي أبدته الأسيرات في مواجهة السجَّان الإسرائيلي، مُمثل السجن، فالأسيرة ياسمين شعبان عملت بجد لمساعدة الأسيرات لإكمال دراستهن، والأسيرة إسراء جعابيص واظبت على الدراسة طوال الليل رغم إصابتها البالغة بحروق. ولم يقف الأمر عند الثانوية العامة، بل استطاعت الأسيرات، وفقًا لعهد، أن يعقدن دورات في مجال القانون الدولي والقانون الدولي الإنساني حتى يتعلمن المزيد. ومن المعروف أن السلطات الإسرائيلية تسمح تحت ظروف معينة، للأسرى الفلسطينيين، بالتقدم لأداء امتحانات الثانوية، واستغلَّت عهد الفرصة وتقدَّمت لأداء الامتحان. وقال والدها في هذا المجال: «كنت متيقنًا أن مستقبل ابنتي انتهى قبل صدور الحكم، لكنها وبحمد الله كانت مثابرة، وأدّت الامتحان داخل المعتقل».

### الإفراج عنها
أفرجت السلطات الإسرائيلية عن عهد التميمي صباح يوم الأحد 29 يوليو 2018 بعد سجنها لِثمانية أشهر، ونقل الإسرائيليون عهد ووالدتها التي سجنت أيضًا بسبب التهمة ذاتها، من سجن داخل إسرائيل إلى معبر جبارة جنوب مدينة طولكرم، الذي يؤدي إلى الضفة الغربية حيث تعيشان. فور وصولها لقريتها النبي صالح، عقدت عهد التميمي وعائلتها مؤتمرًا صحفيًا لنقل رسالة من المعتقلين الفلسطينيين، وقالت: «أنا سعيدة بالافراج عني وعن والدتي لكن فرحتنا منقوصة ولن تكتمل إلَّا بالافراج عن كل الأسرى والأطفال داخل السجون الإسرائيلية». عقب الإفراج عنها، استقبل الرئيس الفلسطيني محمود عباس عهد التميمي ووالدتها، واصفًا إياها بِالنموذج الساعي لنيل الحرية والاستقلال وإقامة الدولة الفلسطينية المستقلة، مُعتبرًا أن «المُقاومة الشعبية السلمية هي السلاح الأمثل لمواجهة غطرسة الاحتلال، وإظهار همجيته أمام العالم أجمع»، وأنَّ هذا النموذج سطرته عهد وأهالي قرية النبي صالح وجميع القرى والمدن الفلسطينية. وأشادت عهد بجهود عباس ومتابعته الكاملة لأوضاعها، ودعمه الكامل لعائلتها، وصمودها أمام الإسرائيليين. وذكرت القناة العاشرة الإسرائيلية، أنه فور إطلاق سراحها، زارت عهد التميمي قبر الزعيم الفلسطيني ياسر عرفات في مقر المقاطعة في رام الله. وكان والدها قد خاطب وسائل الإعلام عبر حسابه على فيسبوك قائلًا: «عهد ليست ملكَ نفسها بل ملكُ فلسطين وصاحبةُ القرار، ولن نضغط عليها ولن نمنعها من الاستمرار كمناضلة في وجه الاحتلال». أمَّا عهد نفسها فقالت أن قضاءها ثمانية أشهر في سجون إسرائيل غيّرها كثيرًا، لكنها ليست نادمة على صفع الجنديين وأنها كانت ستفعل الشيء نفسه حتى ولو عرفت أنها ستقضي 8 أشهر في السجن، لأنَّ هذا ليس سوى رد فعل طبيعي على وجود الجندي في بيتها، وإطلاقه النار على أهل بلدتها، وإنها ولو ضربته فإنَّ غيرها كان رُبما سيقتله، وأضافت: «حياتي تغيرت كثيرًا، وأنا أيضًا تغيرت كثيرًا. أصبحت أكثر تركيزًا ووعيًا. السجن يجعل الإنسان يكبر بسرعة. يمكن للإنسان أن يكبر في اليوم مئة سنة في السجن. أتمنى أن أكون على قدر المسؤولية، وهو شرف عظيم لي أن أمثل رمزًا للشعب الفلسطيني، وأن أستطيع إيصال صوته إلى العالم». كذلك، نفت عهد الرواية الإسرائيلية التي تقول بأن أهلها يستغلونها ويدفعون بها وبأخواتها لاستفزاز الجنود. وقالت: «أنا لست صغيرة، وأعرف ما هو الصح وما هو الخطأ. وأقول لمن حاولوا تشويه سُمعتي إنَّ أهلي لا يستغلونني. أهلي يقولون لي إذا كنت لا تستطيعين الاستمرار في هذه الطريق، فتوقفي. وأنتِ غير مجبرة على ذلك».

#### ردود أفعال رسمية عقب الإفراج عنها
- لبنان:
  - سعد الدين الحريري: قال رئيس الوزراء اللبناني سعد الدين الحريري في تغريدةٍ عبر موقع تويتر: «مبروك لِلفتاة الشُجاعة عهد التميمي خُروجها إلى الحُريَّة وتحيَّة إلى كُل المُناضلين الفلسطينيين في سجون الاحتلال الإسرائيلي ولِكُل الشعب الفلسطيني البطل».[27]
  - وليد جنبلاط: وجَّه رئيس الحزب التقدمي الاشتراكي وليد جنبلاط تحيَّةً إلى عهد التميمي عبر تغريدةٍ على موقع تويتر، فقال: «مهما طال الزمن فإن فلسطين كل فلسطين ستتحرر التحية لبطلة الصمود والتحدي عهد التميمي».[28]
  - نجيب ميقاتي: كتب رئيس الوزراء الأسبق نجيب ميقاتي على حسابه الخاص على تويتر قائلًا: «عهد التميمي عنوانٌ مُشرقٌ لِلنضال الفلسطيني والمرأة الفلسطينية خصوصًا، في سبيل صون الحرية والكرامة واستعادة الأرض ولم الشمل. ما مات حق ووراءه مطالب والحق الفلسطيني لا بد أن يثمر من تضحيات الشهداء ونضال الأسرى وصمود أهل الأرض».[29]
- تركيا: قالت مصادر في الرئاسة التركية أن الرئيس التركي رجب طيب أردوغان هاتف عهد التميمي وهنأها على شجاعتها وصمودها في السجون الإسرائيلية. وأكد لها أن إطلاق سراحها يبعث على السعادة، مُشددًا على أن تركيا ستواصل دعمها لنضال الفلسطينيين المشروع. وقالت وكالة الأناضول أن التميمي شكرت أردوغان والشعب التركي، وقالت: «إنه وقف دومًا مع شعبنا الفلسطيني».[30]

## الرسم الجداري
أقدم ثلاثة أشخاص، اثنان منهما إيطاليين (عرَّف أحدهما عن نفسه بأنه فنان الشارع الإيطالي جوريت أغوش) والثالث فلسطيني، على رسم لوحة جداريَّة عملاقة لعهد التميمي، بلغ ارتفاعها حوالي 4 أمتار تقريبًا، على جدار الفصل العنصري قرب بيت لحم بالضفة الغربية. وفي يوم السبت 28 تموز (يوليو) 2018، اعتقلت شرطة الحدود الإسرائيلية الرسامين الثلاثة المذكورين، بتهمة تخريب وإلحاق أضرار بالسياج المذكور في منطقة بيت لحم، بحسب بيان. وذكر البيان أنَّ الثلاثة الذين كانت وجوههم مقنعة «رسموا على الجدار في مُخالفةٍ لِلقانون، وعندما تحركت شُرطة الحدود لاعتقالهم حاولوا الفرار بسيارتهم التي أوقفتها القُوَّات».

## التحليل
وُصفت التميمي كإحدى الرموز الجديدة للمقاومة الفلسطينية للاحتلال العسكري الإسرائيلي في الضفة الغربية. كان العديد من الفلسطينيين قد احتجوا على ظروفهم المعيشية، لكن التميمي كانت إحدى الناشطين القلائل الذين اعتُرف بهم دوليًا كمعبرين عن القضية الفلسطينية. يُنسب إليها الفضل في تنشيط الفلسطينيين الذين عانوا بسبب سنوات من بناء المستوطنات الإسرائيلية، وتجديد الاهتمام الدولي بخصوص احتلال إسرائيل للضفة الغربية. يرى بن هرينريش - وهو صحفي وثق عائلة التميمي في عام 2012 - أن مظهر عهد الخارجي كان عاملًا مؤثرًا في شخصيتها الشهيرة. فكتب قائلًا: «هناك الكثير من المحاولات لجعل الفلسطينيين "فئة أخرى"، وعزلهم». وأضاف: «وفجأة تأتي الطفلة التي تنفي صحة تلك الصور النمطية. حيث تبدو في الواقع مثل طفلة أوروبية أو طفلة أمريكية. لذا، فجأة تفشل محاولات إظهار الفلسطينيين بالمظهر المتجرد من الإنسانية».

## جوائز وتكريمات

### جائزة حنظلة للشجاعة
في كانون الأوّل (ديسمبر) 2012، كُرِّمت عهد التميمي بجائزة «حنظلة للشجاعة» من قبل بلدية إسطنبول الكبرى (بالتركية: İstanbul Başakşehir Belediyesi)‏ في مدينة إسطنبول بتركيا، والتقت حينها رجب طيب أردوغان (وكان رئيسًا للوزراء) وعقيلته في ولاية أورفة.

### شخصية العام 2017
اختار جمهور شبكة الجزيرة الإعلامية عهد التميمي لتكون شخصية العام 2017 في حلقة يوم 30 كانون الثاني (يناير) 2017 من برنامج «سباق الأخبار»، وأظهرت نتائج التصويت الذي شارك فيه أكثر من 285 ألفًا من جمهور الجزيرة، أن التميمي نالت 15% من الأصوات، بينما حل في المركز الثاني الرئيس الأميركي دونالد ترامب ونال 14%. وحل ثالثًا ضحايا الهجمات الكيميائية في سوريا الذين نالوا 13%. أما المركز الرابع فكان من نصيب مهجري الروهينغا الذين نالوا 12% من عدد الأصوات. وفي المركز الخامس حل رئيس الوزراء اللبناني سعد الدين الحريري الذي نال 11.5% من الأصوات، بينما جاء أطفال اليمن في المركز السادس بعد حصولهم على 10% من الأصوات. أما المركز السابع فقد تقاسمه الرئيس الروسي فلاديمير بوتين والداعية السعودي المعتقل سلمان العودة إذ نال كل منهما 7% من الأصوات.

## وصلات خارجية
- عهد التميمي على موقع IMDb (الإنجليزية)
- 20 دورية «إسرائيلية» تعتقل «الطفلة الشقراء».. تعرف على قصة «عهد» - المركز الفلسطيني للإعلام
- قرية النبي صالح.. شوكة في حلق الاحتلال - المركز الفلسطيني للإعلام